# 伯傑山
伯傑山（英語：Mount Berger），是南極洲的山峰，位於帕爾默地，處於貝克爾山東北面3.7公里，美國地質調查局根據測量和美國海軍拍攝的空中照片繪入地圖，現時由南極條約體系管理。